# SMS Wittelsbach
SMS Wittelsbach byla vedoucí loď bitevních lodí typu predreadnought stejnojmenné třídy postavených pro německé císařské námořnictvo. Byla první válečnou lodí postavenou podle zákona o námořnictvu z roku 1898, který představil admirál Alfred von Tirpitz.

## Stavba
Kýl lodi Wittelsbach byl položen v roce 1899 v loděnici Kaiserliche Werft Wilhelmshaven ve Wilhelmshavenu. Dokončena byla v říjnu 1902.

## Konstrukce
Výzbroj, stejně jako u předchozí třídy Kaiser Friedrich III., tvořily hlavní baterie čtyř kanónů ráže 240 mm (9,4 palce) a dosahovala maximální rychlosti 18 uzlů (33 km/h; 21 mph).

## Služba
Loď sloužila v I. eskadře německé floty, kde strávila většinu kariéry v době míru od roku 1902 do roku 1910. V tomto období podstupovala každoroční rozsáhlý výcvik a návštěvy v zahraničí. Tato cvičení poskytla rámec Širokomořskému loďstvu za první světové války. V září 1910 byla ze služby vyřazena, ale v roce 1911 byla znovu aktivována na další výcvik, který trval až do roku 1914.
Po začátku první světové války v srpnu 1914 byl Wittelsbach vrácen zpět do aktivní služby a zařazen do IV. bitevní eskadry. Loď sloužila v Baltském moři, a to i během bitvy u Rižského zálivu v srpnu 1915, ale do bojů s ruskými silami nezasáhla. Koncem roku 1915 přinutil nedostatek personálu a hrozba britských ponorek Kaiserliche Marine starší bitevní lodě jako Wittelsbach stáhnout. Loď poté sloužila v pomocných rolích - nejprve jako cvičná a poté jako podpůrná loď. Po válce byla roku 1919 přeměněna na depotní loď pro minolovky. V červenci 1921 byla prodána a rozebrána do šrotu.